# De Lorrelee
De Lorrelee is een Nederlandstalige jeugdroman, geschreven door Paul Biegel en postuum uitgegeven in 2007 bij Uitgeverij Lemniscaat in Rotterdam. De eerste editie werd gepubliceerd in samenwerking met het tijdschrift Kidsweek.

## Inhoud
Vanuit de burcht van Arbau wordt met ijzeren hand geregeerd over het nabijgelegen dorpje. De inwoners durven echter niet in opstand te komen, uit angst voor represailles. Alleen de zoon van de zangers Ziria en Cawallo, die voor dokter studeert, is van plan een geneesmiddel voor de onderdrukking te vinden.